# Affannato
Affannato en affannoso zijn Italiaanse muziektermen met betrekking tot de voordrachtswijze waarmee een stuk of passage uitgevoerd dient te worden. Men kan de term vertalen als angstig. Dit betekent dus dat, als deze aanwijzing wordt gegeven, men een angstig karakter tot uitdrukking moet laten komen, in tegenstelling tot een vrolijke of statige voordracht. In principe heeft de aanwijzing als voordrachtsaanwijzing geen invloed op het te spelen tempo of dynamiek, maar wijzigingen hierin kunnen voorkomen bij de uitvoering van de aanwijzing. Dit hangt af van eventuele aparte aanwijzingen die gegeven worden voor tempo en dynamiek. Indien dit niet het geval is, is het aan de uitvoerend muzikant(en) of een dirigent om te bepalen in welke mate ook het tempo en de dynamiek een rol spelen bij de uitvoering van de aanwijzing.